# Xã Harding, Quận Ramsey, Bắc Dakota
Xã Harding (tiếng Anh: Harding Township) là một xã thuộc quận Ramsey, tiểu bang Bắc Dakota, Hoa Kỳ. Năm 2010, dân số của xã này là 33 người.